# Lemniscomys griselda
Lemniscomys griselda är en däggdjursart som först beskrevs av Thomas 1904.  Lemniscomys griselda ingår i släktet gräsmöss, och familjen råttdjur. IUCN kategoriserar arten globalt som livskraftig. Inga underarter finns listade i Catalogue of Life.
Denna gnagare förekommer i Angola och i angränsande regioner av Zambia och Kongo-Kinshasa. Habitatet utgörs av savanner med några träd och buskar.
En individ var 12,1 cm lång (huvud och bål) och hade en 13,5 cm lång svans. Bakfötterna var 2,8 cm långa och öronen var 1,4 cm stora. Djuret har i motsats till flera andra släktmedlemmar bara en längsgående svartbrun strimma på ryggens topp. Andra delar av bålens ovansida är täckta av ganska styv gråbrun päls. På undersidan förekommer vit päls. Ansiktet kännetecknas av en gul region vid munnen samt av gula ögonringar. Svansen är täckt av några korta hår. Hos Lemniscomys griselda är tummen och lillfingret rudimentära.